# 동대문구 (1973년 선거구)
동대문구는 대한민국의 옛 국회의원 선거구였다. 당시 서울특별시 동대문구를 관할했다.

## 역사
제9대 국회의원 선거를 앞두고 동대문구 갑, 을 선거구가 통합되면서 신설되었다.
1988년 1월, 동대문구의 일부 지역이 중랑구로 분리되었다. 또한 제13대 국회의원 선거를 앞두고 소선거구제로 바뀜에 따라 동대문구 갑, 동대문구 을, 중랑구 갑, 중랑구 을로 분리되면서 폐지되었다.

## 역대 국회의원
| 선거   | 정당 | 정당       | 1위 의원 | 정당 | 정당       | 2위 의원 |
| ------ | ---- | ---------- | -------- | ---- | ---------- | -------- |
| 1973년 |      | 민주공화당 | 강상욱   |      | 신민당     | 송원영   |
| 1978년 |      | 신민당     | 송원영   |      | 민주공화당 | 이인근   |
| 1981년 |      | 민주정의당 | 권영우   |      | 민주한국당 | 심헌섭   |
| 1985년 |      | 신한민주당 | 송원영   |      | 민주정의당 | 권영우   |

## 역대 선거 결과

### 대한민국 제9대 국회의원 선거
|  | 51.89% |

|  | 28.15% |

|  | 9.33% |

|  | 8.74% |

|  | 1.87% |

### 대한민국 제10대 국회의원 선거
|  | 50.91% |

|  | 18.25% |

|  | 17.83% |

|  | 7.20% |

|  | 3.54% |

|  | 2.23% |

### 대한민국 제11대 국회의원 선거
|  | 38.22% |

|  | 26.97% |

|  | 10.96% |

|  | 7.71% |

|  | 5.49% |

|  | 3.64% |

|  | 3.35% |

|  | 2.17% |

|  | 1.44% |

### 대한민국 제12대 국회의원 선거
|  | 48.85% |

|  | 29.73% |

|  | 11.68% |

|  | 5.45% |

|  | 2.85% |

|  | 1.40% |